# 新加坡博覽中心
新加坡博覽中心（英語：Singapore Expo）是新加坡最大的會展中心，位於東部的淡濱尼地區，鄰近新加坡樟宜機場。該設施由裕廊集團擁有，並由新展國際（Constellar Holdings）營運。新加坡博覽館於1999年啟用，具備先進設施，為本地與國際大型會議、展覽與活動的主要場地。

## 概況
新加坡博覽館擁有123,000平方米的室內空間，包括10個大型展覽館與室內會議廳。所有展館皆為無柱式設計，便於自由規劃各類型展覽。其鄰接的 MAX Atria 會議中心則提供更多中小型會議與企業活動空間。
場地具備高速無線網絡、智慧照明與環保建築認證，並可容納多達10萬名訪客。

## 地理位置與交通
新加坡博覽館鄰近樟宜機場，距離市中心約20分鐘車程，並直接連接地鐵東西線與市區線交會的博覽地鐵站，交通便利。亦設有大型停車場與接駁設施。

## 歷史發展
新加坡博覽館於1999年落成啟用，旨在取代原新加坡世界貿易中心成為新一代展覽設施。為了滿足亞洲市場快速成長的展會需求，該館成為區域會議產業的重要樞紐。2012年，MAX Atria 會議設施落成並啟用，增強中高階活動接待能力。
在COVID-19疫情期間，新加坡博覽館亦曾被徵用為社區照護中心與臨時醫療設施，顯示其靈活配置能力。

## 主要用途
- 國際與本地展覽（如建築展、科技展、電子展）
- 企業年會與產品發表
- 學術研討與專業論壇
- 考試與大型培訓活動
- 社區與宗教大型活動

## 管理與營運
新加坡博覽館由裕廊集團擁有，並由其全資子公司新展國際負責營運。新展國際同時也負責籌辦多項東南亞知名國際展會與論壇。

## 外部連結
- 官方网站